# Fédote Bourgasoff
Fédote Bourgasoff, gebürtig Fjodor Burgassow (* 9. März 1890 in Lichwin, Russisches Kaiserreich; † 12. Mai 1945 in Boulogne-Billancourt, Frankreich) war ein russischer Kameramann.

## Leben
Burgassow hatte sein Handwerk im heimatlichen Russland erlernt und dort in den letzten Jahren vor Ausbruch der Oktoberrevolution als Fotograf und Kameramann für den Produzenten Iossif Jermoljew und den Regisseur Jakow Protasanow gearbeitet. Während des anschließenden Bürgerkrieges floh Burgassow 1919 nach Paris, wo er seine in Moskau begonnene Zusammenarbeit mit seinen russischen Exilantenkollegen fortsetzte. 
Bourgassoff gehörte weiterhin zur Entourage Jermoljew, der sich fortan Joseph N. Ermolieff nannte. Auch Burgassow adaptierte seinen Namen an französische Sprachgebräuche und nannte sich fortan Fédote Bourgasoff. In Paris und gegen Ende der Stummfilmzeit auch kurzzeitig in Deutschland fotografierte er mehrere Kassenerfolge Ermolieffs mit dem bedeutendsten Leinwandstar der Zarenzeit, Iwan Mosjukin, in der Hauptrolle. Nahezu sämtliche nach Frankreich vor dem Bolschewismus geflohene Exilregisseure, darunter Viktor Tourjansky, Wladimir Strijewski, Alexander Wolkow und Jakow Protasanow, nutzten Bourgassoffs Erfahrung als Bildgestalter. 
Mit Beginn der Tonfilmzeit schwand dessen Bedeutung. Fédote Bourgasoff durfte fast nur noch minderwertige und kostengünstige Filme ins Bild setzen; die Arbeiten an hochwertigen Inszenierungen wie Max Ophüls’ Werther-Adaption von 1938 oder Jean Renoirs Verfilmung von Maxim Gorkis Nachtasyl, die Bourgassoff unter Anleitung renommierterer Kollegen leistete, blieben Ausnahmen.

## Filmografie
| - 1916: Semejnoje stschastje - 1916: Pikowaja dama - 1917: Satana likujuschtschi - 1917: Gornitschnaja dschennij - 1917: Pater Sergius (Otez Sergi) - 1918: Darmojedka - 1918: Maljutka mjelli - 1918: Konkurs krasoti - 1918: Poslednjaja wstretscha - 1920: Justice d’abord - 1921: Kind des Karnevals (L'enfant du carnaval) - 1922: Das geheimnisvolle Haus (La maison du mystère) - 1923: Verlöschende Fackel (Kean) - 1923: Die Liebe triumphiert (Le chant de l’amour triomphant) - 1923: Zwiespalt der Herzen (Calvaire d’amour) - 1924: Le lion des mogols - 1925: Die zwei Leben des Mathias Pascal (Feu Mathias Pascal) - 1925: Le nègre blanc - 1926: Der Kurier des Zaren (Michel Strogoff) - 1927: Casanova - 1928: Geheimnisse des Orients - 1928: Hurrah! Ich lebe! - 1929: Paris-Girls - 1930: Der Mongole und die Tänzerin (Le capitaine jaune) - 1930: Le roi des resquilleurs - 1931: Atout-cœur - 1931: Échec et mat | - 1931: Grains de beauté - 1932: Rouletabille aviateur - 1932: Die Veilchen der Kaiserin (Violettes impériales) - 1933: Knock - 1933: Casanova (Les amours de Casanova) - 1933: Hélène (L’ordonnance) - 1934: Karneval des Lebens (L'enfant du carnaval) - 1934: Ademaï aviateur - 1934: Le voyage imprévu - 1935: Ademaï au moyen-age - 1935: Les mystères de Paris - 1935: Juanita - 1936: Wolgaschiffer (Les bateliers de la Volga) - 1936: Nachtasyl (Les Bas-fonds) - 1937: Le fauteuil 47 - 1937: Nuits de princes - 1937: Titin de Martigues - 1938: Werther (Le Roman de Werther) - 1939: Le monde en armes - 1940: Notre-Dame de la Mouise - 1940: Diamant noir - 1941: Les jours heuereux - 1941: Dernière aventure - 1942: La grande marnière - 1943: Donne-moi tes yeux - 1944: La malibran |